# Оснић
Оснић је насеље у Србији у општини Бољевац у Зајечарском округу. Према попису из 2022. било је 821 становника (према попису из 2002. било је 1.340 становника).
Оснић лежи у сливу Оснићке реке, десне притоке Црног Тимока, и представља село разбијеног типа. Постоје три главна насеља: Оснић село, Оснић Буково (Ново село) и Оснић Тимок и више мањих заселака. Становништво се бави земљорадњом и сточарством. Има три четвороразредне основне школе: у Оснић Букову, у селу и у Оснић Тимоку. Старије разреде деца уче у основној школи „Ђура Јакшић” у Сумраковцу. Суседна села су Гамзиград, Метовница, Шарбановац, Сумраковац, Савинац, Валакоње, Врбовац и Планиница.
Овде постоји храм Свете Параскеве освећен 8. августа 2019. године.

## Демографија
У насељу Оснић живи 1121 пунолетни становник, а просечна старост становништва износи 46,0 година (44,4 код мушкараца и 47,6 код жена). У насељу има 380 домаћинстава, а просечан број чланова по домаћинству је 3,53.
Становништво у овом насељу веома је нехомогено, а у последња три пописа, примећен је пад у броју становника.
|  |

| Демографија | Демографија | Демографија |
| Година      | Становника  | Становника  |
| ----------- | ----------- | ----------- |
| 1948.       | 2.112       |             |
| 1953.       | 2.252       |             |
| 1961.       | 2.190       |             |
| 1971.       | 2.107       |             |
| 1981.       | 1.985       |             |
| 1991.       | 1.668       | 1.579       |
| 2002.       | 1.340       | 1.459       |
| 2011.       | 1.125       |             |

| Етнички састав према попису из 2002.‍ | Етнички састав према попису из 2002.‍ | Етнички састав према попису из 2002.‍ | Етнички састав према попису из 2002.‍ | Етнички састав према попису из 2002.‍ |
| ------------------------------------ | ------------------------------------ | ------------------------------------ | ------------------------------------ | ------------------------------------ |
|                                      |                                      |                                      |                                      |                                      |
| Власи                                | Власи                                |                                      | 826                                  | 61,64%                               |
| Срби                                 | Срби                                 |                                      | 420                                  | 31,34%                               |
| Југословени                          | Југословени                          |                                      | 24                                   | 1,79%                                |
| Румуни                               | Румуни                               |                                      | 14                                   | 1,04%                                |
| Бугари                               | Бугари                               |                                      | 1                                    | 0,07%                                |
| непознато                            | непознато                            |                                      | 5                                    | 0,37%                                |

| Година пописа     | 1948. | 1953. | 1961. | 1971. | 1981. | 1991. | 2002. |
| ----------------- | ----- | ----- | ----- | ----- | ----- | ----- | ----- |
| Број домаћинстава | 503   | 514   | 509   | 488   | 470   | 419   | 380   |

| Број чланова      | 1  | 2  | 3  | 4  | 5  | 6  | 7  | 8  | 9 | 10 и више | Просек |
| ----------------- | -- | -- | -- | -- | -- | -- | -- | -- | - | --------- | ------ |
| Број домаћинстава | 68 | 88 | 47 | 58 | 42 | 38 | 28 | 10 | 1 | 0         | 3,53   |

| Пол    | Укупно | Неожењен/Неудата | Ожењен/Удата | Удовац/Удовица | Разведен/Разведена | Непознато |
| ------ | ------ | ---------------- | ------------ | -------------- | ------------------ | --------- |
| Мушки  | 571    | 115              | 383          | 46             | 26                 | 1         |
| Женски | 592    | 59               | 380          | 130            | 23                 | 0         |
| УКУПНО | 1.163  | 174              | 763          | 176            | 49                 | 1         |

| Пол    | Укупно                    | Пољопривреда, лов и шумарство | Рибарство                            | Вађење руде и камена | Прерађивачка индустрија       |
| ------ | ------------------------- | ----------------------------- | ------------------------------------ | -------------------- | ----------------------------- |
| Мушки  | 308                       | 131                           | 0                                    | 72                   | 35                            |
| Женски | 138                       | 108                           | 0                                    | 1                    | 8                             |
| УКУПНО | 446                       | 239                           | 0                                    | 73                   | 43                            |
| Пол    | Производња и снабдевање   | Грађевинарство                | Трговина                             | Хотели и ресторани   | Саобраћај, складиштење и везе |
| Мушки  | 3                         | 4                             | 8                                    | 4                    | 29                            |
| Женски | 0                         | 0                             | 7                                    | 3                    | 1                             |
| УКУПНО | 3                         | 4                             | 15                                   | 7                    | 30                            |
| Пол    | Финансијско посредовање   | Некретнине                    | Државна управа и одбрана             | Образовање           | Здравствени и социјални рад   |
| Мушки  | 0                         | 6                             | 2                                    | 3                    | 5                             |
| Женски | 0                         | 0                             | 2                                    | 2                    | 2                             |
| УКУПНО | 0                         | 6                             | 4                                    | 5                    | 7                             |
| Пол    | Остале услужне активности | Приватна домаћинства          | Екстериторијалне организације и тела | Непознато            | Непознато                     |
| Мушки  | 3                         | 0                             | 0                                    | 3                    | 3                             |
| Женски | 2                         | 0                             | 0                                    | 2                    | 2                             |
| УКУПНО | 5                         | 0                             | 0                                    | 5                    | 5                             |